# Hudoliivka, Semenivka
Hudoliivka (în ucraineană Худоліївка) este o comună în raionul Semenivka, regiunea Poltava, Ucraina, formată numai din satul de reședință.

## Demografie
Componența lingvistică a comunei Hudoliivka
     Ucraineană (97,97%)
     Rusă (1,63%)
Conform recensământului din 2001, majoritatea populației comunei Hudoliivka era vorbitoare de ucraineană (97,97%), existând în minoritate și vorbitori de rusă (1,63%).